# Wiebke Drenckhan
Wiebke Drenckhan, née le 6 avril 1977 à Bad Belzig, est une physicienne allemande. Elle est directrice de recherches au CNRS à l’Institut Charles Sadron, où elle étudie la physique et la physico-chimie des mousses et des émulsions liquides et solides. Elle travaille également en tant qu’illustratrice pour des revues scientifiques et des livres de vulgarisation scientifique et collabore régulièrement avec des artistes et des designers.

## Biographie
Après des études de physique et de mathématiques en Allemagne (à l’Université de Rostock puis à l’Université Humboldt à Berlin) et en Nouvelle Zélande (l’Université de Canterbury), elle intègre le Trinity College de Dublin pour sa thèse de doctorat sous la direction de Denis Weaire. Par la suite, elle reçoit une bourse EMBARK de la part du Conseil Irlandais de la Recherche avant d’être invitée par la ville de Paris à effectuer un travail de recherches d’un an à l’Université Paris Diderot. En 2007, elle rentre au CNRS et rejoint l’équipe de Dominique Langevin au Laboratoire de Physique des Solides à l’Université Paris-Sud. En 2014 elle obtient son habilitation à diriger des recherches  sur le sujet « Une science de la transition - des mousses liquides aux mousses solides ». En 2016, elle rejoint l’Institut Charles Sadron à l’Université de Strasbourg.
En 2008, elle donne naissance à un garçon nommé Julio.

## Recherches
Wiebke Drenckhan travaille sur la physique et la physico-chimie des mousses et des émulsions (liquides et solides). Associant la recherche fondamentale et appliquée, elle combine expériences et simulations pour faire progresser notre compréhension de la génération, de la stabilité et de la structure des mousses et émulsions liquides. Elle utilise ces résultats pour proposer de nouvelles approches de « liquid foam templating » pour la génération des mousses de polymères solides avec des propriétés structurelles contrôlées afin de comprendre et optimiser leurs relations structure-propriétés. L’intérêt particulier de son travail est le développement de mécanismes interfacials dans le but de modifier de manière contrôlée la façon dont les bulles et les gouttes interagissent et s’assemblent dans les mousses et les émulsions afin de créer des métamatériaux polymériques auto-assemblés.

## Récompenses
- 2012 bourse « Starting Grant » du Conseil Européen de la Recherche
- 2013 Prix Irène Joliot-Curie de la Jeune femme scientifique de l’année[5],[6]
- 2013 Prix «Laundry & Home Care Research Award» de l’entreprise Henkel[7]
- 2015 médaille de bronze du CNRS[8],[9]
- 2019 bourse « Consolidator Grant » du Conseil Européen de la Recherche

## Rayonnement
Wiebke Drenckhan s’implique activement dans différentes activités de vulgarisation scientifique ,,,. Elle collabore régulièrement avec des artistes et des designers. Elle travaille également en tant qu’illustratrice et caricaturiste pour des revues scientifiques et des livres de vulgarisation scientifique ,. Pendant de nombreuses années, elle a fourni des caricatures de physique au journal allemand Physik Journal et a illustré la rubrique « Physics in Daily life » de Jo Hermans dans  Europhysics News.